# University of Gloucestershire
Die University of Gloucestershire ist eine noch junge britische Universität mit Hauptsitz in Gloucestershire, England. Sie ist aufgeteilt auf vier Standorte – drei in Cheltenham und einer in Gloucester. Ein weiterer Campus bestand in London, dieser wurde verkauft. Die Fachbereiche umfassen Wirtschaftswissenschaften, Informatik, Medien, Kunst & Kommunikation, Geographie, Biologie, Sozialwissenschaften, Pädagogik und Sport. An der Universität sind derzeit 9500 Voll- und Teilzeitstudenten eingeschrieben. Die Universität nahm am Erasmus-Programm der Europäischen Union teil.

## Geschichte
Die Universität in ihrer heutigen Form ist Nachfolgerin einer langen Reihe von Hochschulinstitutionen und hat in ihrer Vergangenheit zahlreiche Namensänderungen und Fusionen erlebt. Ihre Geschichte begann mit dem 1834 gegründeten Cheltenham Mechanics Institute – damit liegen ihre Wurzeln in der Zeit der ältesten Universitätsgründungen Englands in der Neuzeit.
In der Universität aufgegangene Hochschul-Institutionen: 
- 1834 – Cheltenham Mechanics Institute
- 1840 – Gloucester Mechanics Institute
- 1847 – Church training College, Cheltenham
- 1852 – Cheltenham School of Art
- 1920 – St Paul’s College of Education
- 1920 – St Mary’s College of Education
- 1967 – Gloucestershire College of Education
- 1979 – College of St Paul and St Mary
- 1980 – Teil des Gloucestershire College of Arts and Technology
- 1990 – Cheltenham & Gloucester College of Higher Education

Seit 1992 durfte das „Cheltenham & Gloucester College of Higher Education (CGCHE)“ Abschlüsse der Diplom-Stufe sowie weiterführende Abschlüsse (postgraduate) verleihen und seit 1998 auch die postgradualen „Research degrees“. Trotz ihrer langen Geschichte hat die Institution erst seit 2001 universitären Status. Erst zu diesem Zeitpunkt wurde sie auch in „University of Gloucestershire“ umbenannt. Geleitet wird sie derzeit von Vice-Chancellor Stephen Marston. Die Kanzlerin (chancellor) mit allerdings eher repräsentativen Aufgaben ist Rennie Fritchie, Baroness Fritchie.
Die Universität verfolgt seit 1993 eine Strategie zum nachhaltigen Schutz der Umwelt und war die erste Universität im Vereinigten Königreich, die den Umweltmanagement-Standard der ISO 14001 erfüllte.

## Standorte
Die Universität verfügt über drei Standorte in Cheltenham und Gloucester. An jedem Campus gibt es IT- und Bibliothekseinrichtungen. Ferner gibt es drei Fakultäten an der Universität. Der ehemalige Campus in London wurde 2010 verkauft und der Pittville Campus Ende 2011 geschlossen.

### Francis Close Hall

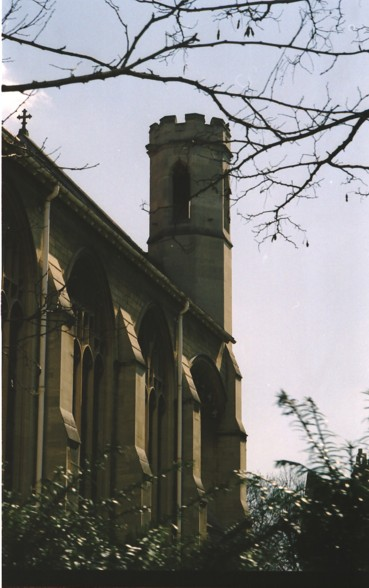
Kapelle auf dem Campus Francis Close Hall

Der Campus Francis Close Hall befindet sich in restaurierten historischen Gebäuden in der Nähe des Stadtzentrums von Cheltenham. Auf dem Campus ist eine Mischung aus geisteswissenschaftlichen Fächern, Pädagogik sowie natur- und sozialwissenschaftlichen Fächern angesiedelt.

### The Park
The Park ist der größte Campus der Universität. Er ist Heimat der Business School, die Ausbildung für wirtschaftswissenschaftliche Fächer, für Management und Marketing, aber auch für Jura, Informatik sowie für Tourismus und verwandte Fächer. Die Business School ist Mitglied der Association of Business Schools an und reiht sich damit unter die führenden betriebswirtschaftlichen Studieneinrichtungen Großbritanniens ein. Die Association of Business Schools und die enge Zusammenarbeit mit anderen Organisationen wie EQUAL (European Quality Link) sorgen für Qualitätskontrolle und Akkreditierung.

### Oxstalls
Oxstalls Campus liegt im Herzen von Gloucester, etwa fünf Minuten vom Stadtzentrum entfernt. Der Campus beherbergt die Fakultät mit den Bereichen Sport sowie Gesundheits- und Sozialwissenschaften.

### Pittville Studios
Die Pittville Studios liegen an der Albert Road in Cheltenham. Hier war die Fakultät beheimatet, die die Bereiche Medien sowie Kunst und Kommunikation umfasst. Gegründet vor mehr als 150 Jahren als „Cheltenham School of Art“, beherbergten die Studios eine Mischung verschiedener Kurse im Bereich Kunst, Design und Medien. Die Fakultät nimmt für sich in Anspruch, innerhalb einer strikten akademischen Struktur Kreativität zu vermitteln.
Ende 2011 wurde dieser Campus aus finanziellen Gründen geschlossen.

### The London Campus
Der Campus in London war der jüngste Zugang in England: Er wurde Anfang der 1980er Jahre als „Urban Learning Foundation (ULF)“ mit dem Ziel eingerichtet, die Qualität der Lehrerausbildung zu verbessern. Im September 2003 wurde die ULF Teil der University of Gloucestershire.
Im Mai 2010 wurde der Campus für 9,7 Millionen britische Pfund verkauft, um die Finanzlage der Universität zu verbessern.

## Aktivitäten außerhalb Großbritanniens

### Deutschland
Seit März 2009 bietet die University of Gloucestershire ihr berufsbegleitendes DBA-Programm (Doctor of Business Administration) auch in Deutschland (München) an. Seit 2014 werden die berufsbegleitenden Promotionsprogramme (DBA, PhD) in Deutschland in Zusammenarbeit mit dem Institut für Hochschulkooperation und internationale Promotionsprogramme (IHP) und dessen Partnerhochschulen in München, Köln, Mainz und Hamburg durchgeführt. Die Programme funktionieren nach dem Modell einer „flying faculty“ mit ergänzenden Blended-Learning-Einheiten. Dies bedeutet, dass die Lehrenden für die jeweiligen Module aus der englischen Universität „eingeflogen“ und deren Veranstaltungen mit schriftlichen Materialien und Online-Einheiten vor- und nachbereitet werden. Verkehrssprache ist Englisch, die Dissertation (Thesis) und auch die übrigen Arbeiten (Assignments) sind ebenfalls in Englisch abzufassen. Die abschließende Disputation (Viva Voce) findet an der Universität in Cheltenham statt. PhD- und DBA-Grade britischer Universitäten können in Deutschland als Doktortitel geführt werden („Dr.“ ohne Zusatz vor dem Namen).
Seit 2022 kooperiert die Universität of Gloucestershire mit der Fachhochschule des Mittelstands und dem Kreis Düren am Multi-University-Campus Düren. In einer der ersten europäischen Hochschulpartnerschaften nach dem Brexit haben die beiden Hochschulen 2021 in Düren das Institut für Cybersicherheit und digitale Innovation gegründet.

## Zahlen zu den Studierenden
Im Studienjahr 2022/2023 nannten sich von den 8.390 Studenten der University of Gloucestershire 5.060 weiblich (60,3 %) und 3.305 männlich (39,4 %). 2019/2020 waren von 7.915 Studenten 4.735 weiblich und 3.150 männlich. 6.810 kamen aus England, 15 aus Schottland, 550 aus Wales, 380 aus der EU und 505 aus dem Nicht-EU-Ausland. 6.385 der Studierenden strebten ihren ersten Studienabschluss an, sie waren also undergraduates. 1.530 arbeiteten auf einen weiteren Abschluss hin, sie waren postgraduates.